# Zwolle
Zwolle és la capital de la província d'Overĳssel, al centre-est dels Països Baixos. L'1 de setembre del 2021 tenia 130.305 habitants repartits per una superfície de 119,28 km² (dels quals 7,63 km² corresponen a aigua). Es troba als rius Zwarte Water i Vecht i està connectada amb l'IJssel via el canal Zwolle-IJssel.

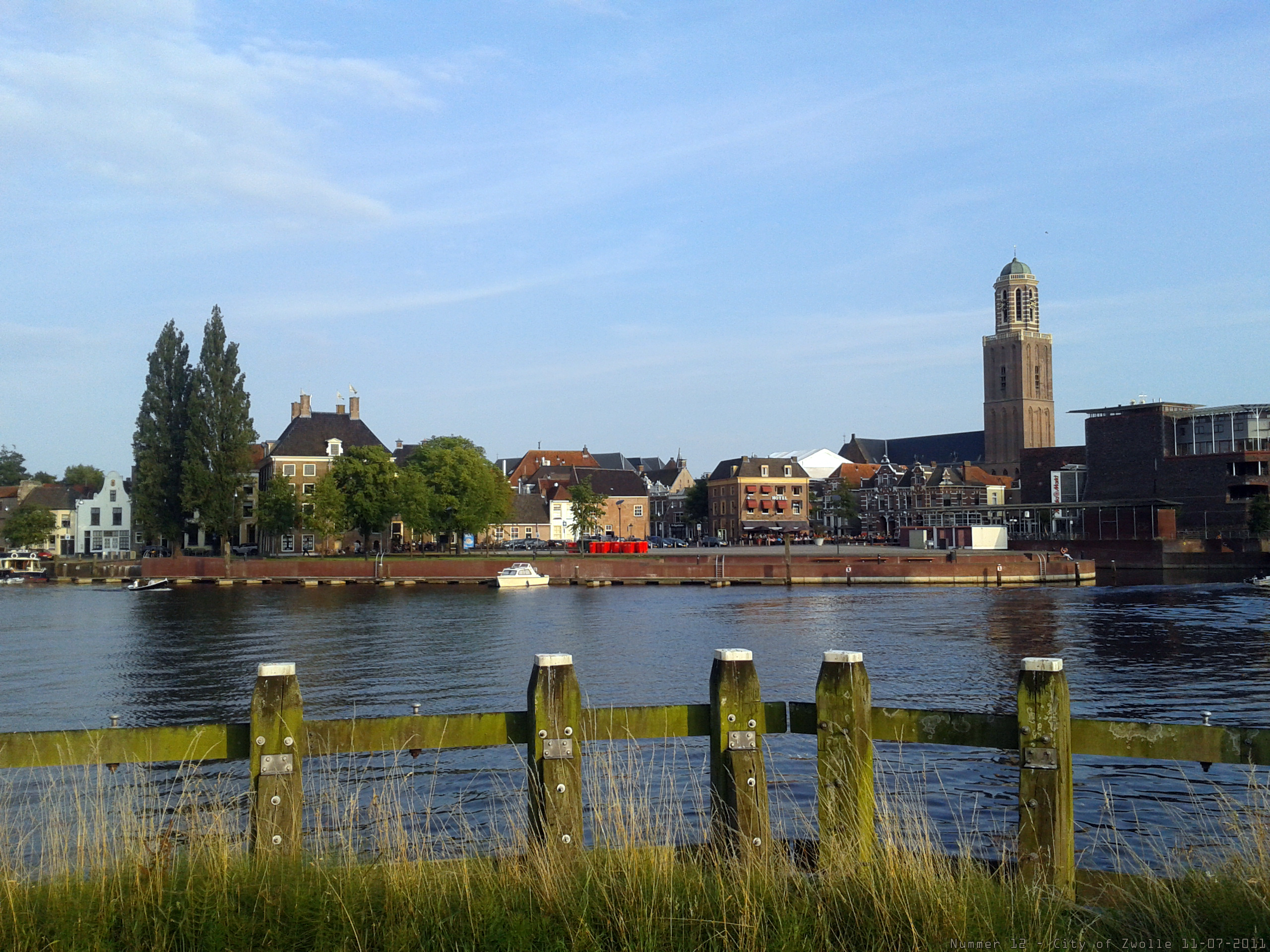
Vista de Zwolle

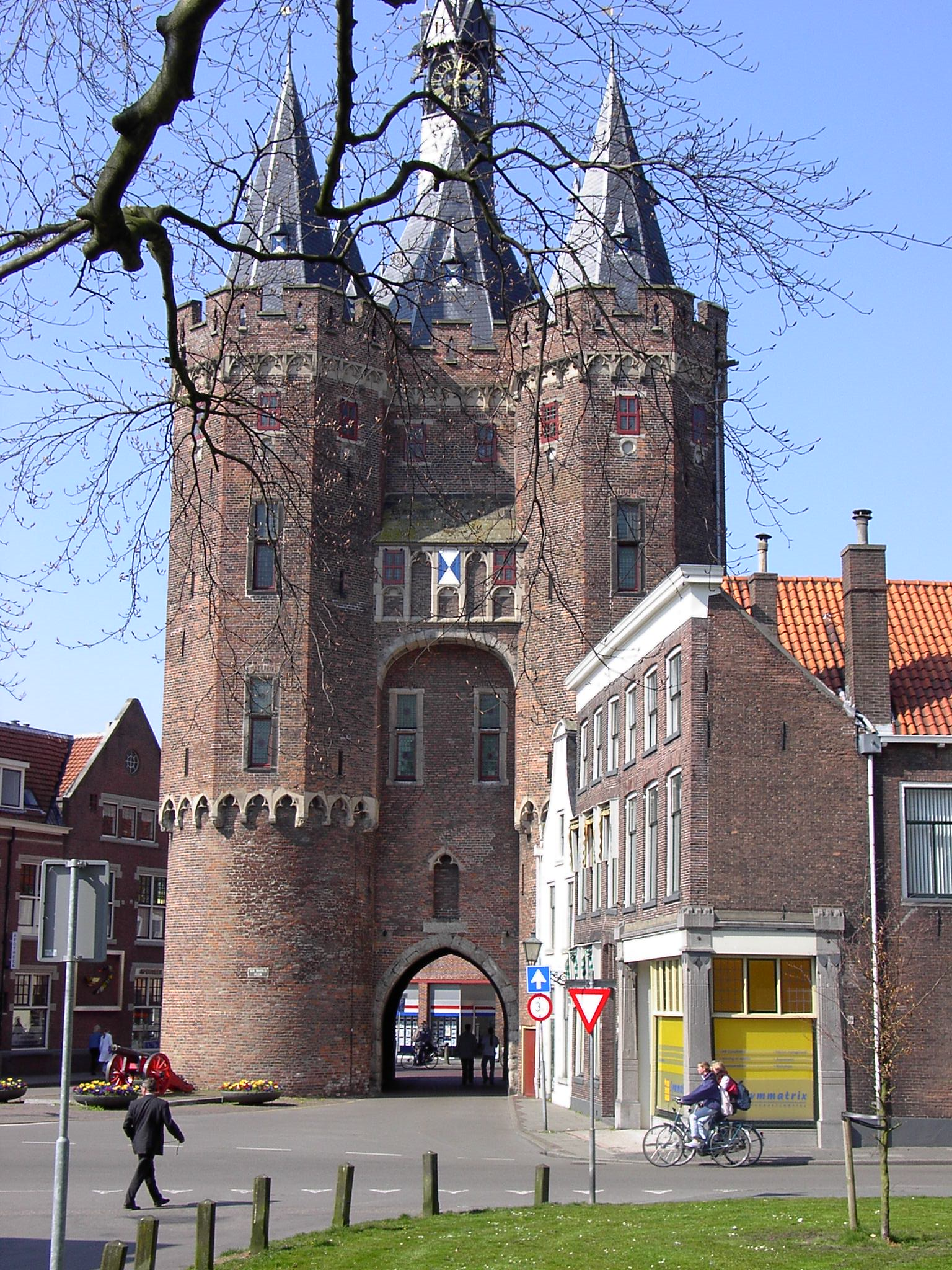
Sassenpoort

## Persones il·lustres
- Oskar Raif, (1847-1899), pianista, compositor i pedagog musical.

## Administració
Des del 16 de setembre del 2019, l'alcalde del municipi és Peter Snijders del VVD. El consistori municipal té 39 regidors, i els resultats de les eleccions de 2021 foren:
| Partit                | Vots   | %     | Regidors |
| --------------------- | ------ | ----- | -------- |
| ChristenUnie          | 10.683 | 17,89 | 7        |
| GroenLinks/De Groenen | 9.981  | 16,71 | 7        |
| Swollwacht            | 8.631  | 14,45 | 6        |
| VVD                   | 8.181  | 13,7  | 5        |
| CDA                   | 6.755  | 11,31 | 4        |
| D66                   | 6.277  | 10,51 | 4        |
| PvdA                  | 5.862  | 9,81  | 4        |
| SP                    | 3.360  | 5,63  | 2        |
| Vots en blanc         | 303    | 0,5   |          |
| Vots nuls             | 181    | 0,3   |          |
| Total                 | 60.214 | 100   | 39       |